# Flavius Filostratos
Flavius Filostratos či Lucius Flavius Philostratus (* kolem roku 165/170, Lémnos, Řecko; † mezi léty 244 a 249, Athény, Řecko), řečený „Athéňan“, byl řecký sofista římského císařského období. Jeho rodina pocházela z ostrova Lémnos, kde vlastnila nemovitosti. Jeho otec byl také sofista stejného jména a jako všichni obyvatelé ostrova měl athénské občanství. Podle byzantského lexikonu Suda se narodil pravděpodobně kolem roku 170 a zemřel nejspíše v Athénách někdy mezi lety 244 a 249, anebo v Týru kolem roku 250.

## Životopis
Flavius Filostratos se narodil kolem roku 170. Vzdělání získal v Athénách. Jeho učitelem byl Proclus z Naukratisu; pravděpodobně také studoval u Damiana z Efezu, Hippodroma z Larissy (Hippodromos z Thesálie) a Antipatera z Hierapolisu (Publius Aelius Antipater). Podle lexikonu Suda začínal svou kariéru jako řečník a učitel v Athénách a Římě. Může být totožný s Luciem Flaviem Philostratem, který se ve třech nápisech objevuje jako prominentní athénská osobnost, ale nápisy mohou také odkazovat i na historika Philostrata z Athén. V jednom z nápisů z první dekády 3. století je Lucius Flavius Philostratus označován jako velitel hoplitů; tento úřad v té době již nebyl vojenský, ale bylo to označení vysokého úředníka odpovědného za veřejné zásobování potravinami. „Druhý“ Philostratus je pravděpodobně srovnatelný se sofistou Flaviem Philostratem, kterého město Athény poctilo sochou v Olympii.
Kolem roku 205/207 byl Flavius u dvora císaře Septimia Severa v Římě, kde si získal přízeň císařovny Julie Domny. Zjevně doprovázel císařovnu na jejích cestách: v letech 212 nebo 213 je zaznamenán v oblasti Galie, pravděpodobně byl také členem jejího doprovodu v letech 214 až 217, když doprovázela svého syna císaře Caracallu při cestě na východ v období válek s Parthy. Zemřela v Antiochii v roce 217. Po Juliině smrti Flavius pobýval delší dobu v Týru a pak pravděpodobně odešel do Athén, kde zřejmě strávil poslední roky svého života jako učitel rétoriky. Podle lexikonu Suda zemřel za vlády císaře Filipa Arabského (244–249).
Flavius byl ženatý s ženou jménem Aurelia Melitine a měl s ní dva syny, z nichž jeden – stejně jako další příbuzní – se stal senátorem.

## Dílo
- Život Apollónia z Tyany, Neupythagoreers Apollonios von Tyana (Ta es ton Tyanéa Apollonion, latinsky Vita Apollonii) v osmi knihách, práci Flavius dokončil v letech 217–238. Tím splnil úkol císařovny Julie Domny. Popisuje celý život Apollonia a označuje ho za novopythagoreistu. Dílo obsahuje informace ze starších ztracených spisů. Životopis je koncipován jako román a jeho věrohodnost je v mnoha ohledech moderními učenci zpochybňována. Jeho chronologické informace se velmi liší od reality a důležitý zdroj, na který se odvolává, Damisův deník, je literární fikce. Flaviovým úkolem bylo vytvořit obraz Apollonia nikoli jako "zázračného kouzelníka" ale jako moudrého filozofa cestujícího po celém světě, ze Španělska do Etiopie a Indie a který se nebojácně postavil tyranskému císaři Domitianovi.
- Životopisy sofistů (Bíoi sofist, latinsky Vitae sofarum) ve dvou knihách z let 242/243. Dílo je věnováno císaři Gordianovi III.[3] Spis obsahuje 59 biografií, z nichž většina se zabývá významnými řeckými sofisty římské říše, kteří žili od doby císaře Nerona až po autorovu současnost – v éře, pro kterou Flavius Filostratos používal termín „nová“ nebo „druhá“ sofistika. Kromě toho je zmíněno také deset „klasických“ sofistů z 5. a 4. století před naším letopočtem a osm filozofů, které autor počítal mezi sofisty. Dílo má velkou hodnotu jako kulturní a sociálně-historický pramen.
- O gymnastice (Gymnastikós, latinsky Gymnasticus), historické a protreptické (Protreptika (řecky „umění obrácení“) dílo propagující řecký sport a zejména olympijské hry. Filostratos pravděpodobně dokončil toto dílo po roce 219. Jeho autorství není jisté, ale je velmi pravděpodobné. Je považováno za jednu ze základních prací pohybové terapie.[4]
- O hrdinech (Hērōikós, latinsky Heroicus), dílo vzniklo po roce 213. Obsahuje dialog mezi fénickým námořníkem a obchodníkem s vínem. Dílo je připisováno Filostratovi, ačkoli jeho autorství není jisté. Obchodník s vínem vypráví o svém setkání s duchy hrdinů trojské války. Tento rámec umožňuje autorovi nabídnout prezentaci mytických událostí, lišící se od Homerovy Iliady; a dokonce na jednom místě vkládá do textu vlastní verše („Achillova píseň“)
- Popis obrazů (Eikónes, latinsky imagines), je kolekce popisů obrazů, většinou mytického obsahu, které byly v galerii na předměstí Neapole. Není jisté, zda není autorem „druhý“ Philostratus. Kromě jemu připisovaných popisů obrazů existuje ještě jedna podobná kolekce, jejímž autorem byl člen rodiny Philostratus mladší (3. století), který sám sebe popisuje jako vnuka autora první sbírky.
- Diálexis – krátké pojednání) o vztahu přírody a kultury s názvem Dialexis II. Další pojednání Dialexis I se zabývá stylizací písemností a pravděpodobně pochází od stejnojmenného synovce Filostrata. Podle Sudy napsal Philostratus „druhý“ další pojednání; očividně spojil všechna svá pojednání do jednoho díla:Dialéxeis.
- Sbírka 73 dopisů včetně 58 milostných dopisů. Jména mladých příjemců milostných dopisů zůstávají kromě tří jmen neznámá. Z dopisů bez erotického obsahu, jejichž pravost není příliš jistá je jeden adresován císařovně Julii Domně. O pravosti tohoto dopisu se dříve pochybovalo, nyní je jeho pravost považována za jistou.[5] V dopise Flavius hájí sofisty: Platón je neuznával, přesto se od nich učil a napodoboval je; Plutarchova kritika sofistů by měla být odmítnuta.
- Nero (Nérōn), dialog, ve kterém stoický filosof Gaius Musonius Rufus hovoří s přítelem jménem Menekrates o neúspěšném plánu císaře Nera prokopat korintskou šíji. Hovoří se také o Nerově cestě do Řecka, o jeho uměleckých ambicích a také o jeho pokynu k vraždě vlastní matky. Suda připisuje dílo jinému Philostratovi, ale dílo pravděpodobně pochází od Flavia.
- Suda také připisuje Flaviovi některé epigramy. Pouze jeden z nich lze identifikovat bez jakýchkoli pochyb. Byl určen pro sochu či obraz mytologické postavy Telephosa ze spisu Anthologia Planudea od byzantského teologa Maxima Planudea.[6]